# 帕氏燭光魚
帕氏燭光鱼（学名：Polyipnus parini）为輻鰭魚綱巨口魚目褶胸鱼科的其中一種。分布於西太平洋的日本及紐西蘭海域，為深海魚類，會進行垂直性洄游，體長可達6.1公分。